# Ko Jong-soo
Ko Jong-soo ((고종수?, 高宗秀?); Yeosu, 30 ottobre 1978) è un allenatore di calcio ed ex calciatore sudcoreano, di ruolo centrocampista.